# Feldberg (Hessische Rhön)
Der Feldberg ist ein 815,2 m ü. NHN  hoher Berg der Rhön in Hessen. 
Er befindet sich rund drei Kilometer nordöstlich von Gersfeld im Landkreis Fulda, nahe der Grenze zu Bayern und ist Teil des Naturparks Hessische Rhön sowie des Biosphärenreservats Rhön. Die nächstgelegenen Ortschaften sind Obernhausen im Nordwesten sowie Sandberg auf den südlichen Ausläufern des Berges. Der Feldberg stellt eine nach Südwesten vorgeschobene Anhöhe des Bergrückens dar, der von der Wasserkuppe zum Heidelstein zieht. Die junge Fulda fließt unterhalb seines Westhangs vorbei. Die B 284 führt in ihrem Abschnitt von Gersfeld nach Wüstensachsen in einem Bogen westlich und nördlich am Feldberg vorbei. Touristisch führt die Extratour Guckaisee, ein Wanderweg des Rhönklubs, unmittelbar südlich des Gipfels über den Feldberg. Das Gelände wird forstwirtschaftlich und teilweise auch als Grünland genutzt. 
Auf seiner Südseite befindet sich auf 684 m die Burgruine Schneeberg.

## Quelle
Hessisches Landesamt für Bodenmanagement und Geoinformation: Topographische Freizeitkarte 1:50.000 Rhön Nord